# Kumara (Neuseeland)
Kumara ist eine kleine Siedlung im Westland District der Region West Coast auf der Südinsel von Neuseeland.

## Namensherkunft
Der Name des Ortes ist möglicherweise aus dem lokalen Namen der Acker-Winde (Convolvulus arvensis) entstanden und hat nichts mit der gleichnamigen Süßkartoffel zu tun. In der Sprache der Māori Kohimara genannt, wurde vermutlich im Laufe der Zeit daraus Kumara. Eine andere Annahme geht davon aus, dass der Name aus kohe mara, der Blüte des Bush Lawyer oder auch Tataramoa genannt, einer neuseeländischen Brombeerpflanze entlehnt ist.

## Geographie
Die Siedlung befindet sich rund 30 km südlich von Greymouth und rund 20 km nordöstlich von Hokitika. Bis zur Küste sind es knapp 9 km. Kumara Junction und Dillmanstown sind die zwei nächstgelegenen Siedlungen. Nördlich der Siedlung schlängelt sich der Taramakau River vorbei und rund 4 km südlich befinden sich drei zusammenhängende Wasserreservoirs.

## Geschichte
In der Nähe der Siedlung wurde in der zweiten Hälfte des 19. Jahrhunderts Gold geschürft, besonders ab 1864 an der Mündung des Greenstone River/Hokonui in den Taramakau River. Kumaras Gründung und Aufstieg zu einem der wichtigsten Goldgräberzentren Neuseelands folgte der Entdeckung von Gold beim etwa drei Kilometer westlich gelegene Dillmanstown im Jahre 1876.
Eine Straßenverbindung zwischen der Westküste und Canterbury entstand bereits 1866. Eine Waldbahn von Greymouth nach Paroa wurde 1877 nach Kumara verlängert.
Im Oktober 1877 zählte Kumara 4220 Einwohner. Im gleichen Jahr erhielt der Ort den Status einer Borough und 1881 ein Krankenhaus, das bis ins 20. Jahrhundert hinein betrieben wurde. 1882 wurde eine Freiwillige Feuerwehr gegründet.
Ab 1926 gingen die Goldfunde stark zurück und der Abbau wurde am Ende der 1930er Jahre eingestellt. Ein letzter Versuch eines industriellen Abbaues erfolgte 1956, als man einen Goldbagger aus einem anderen Abbaugebiet nach Kumara transportierte und für kurze Zeit betrieb, da der Ertrag zu gering war.

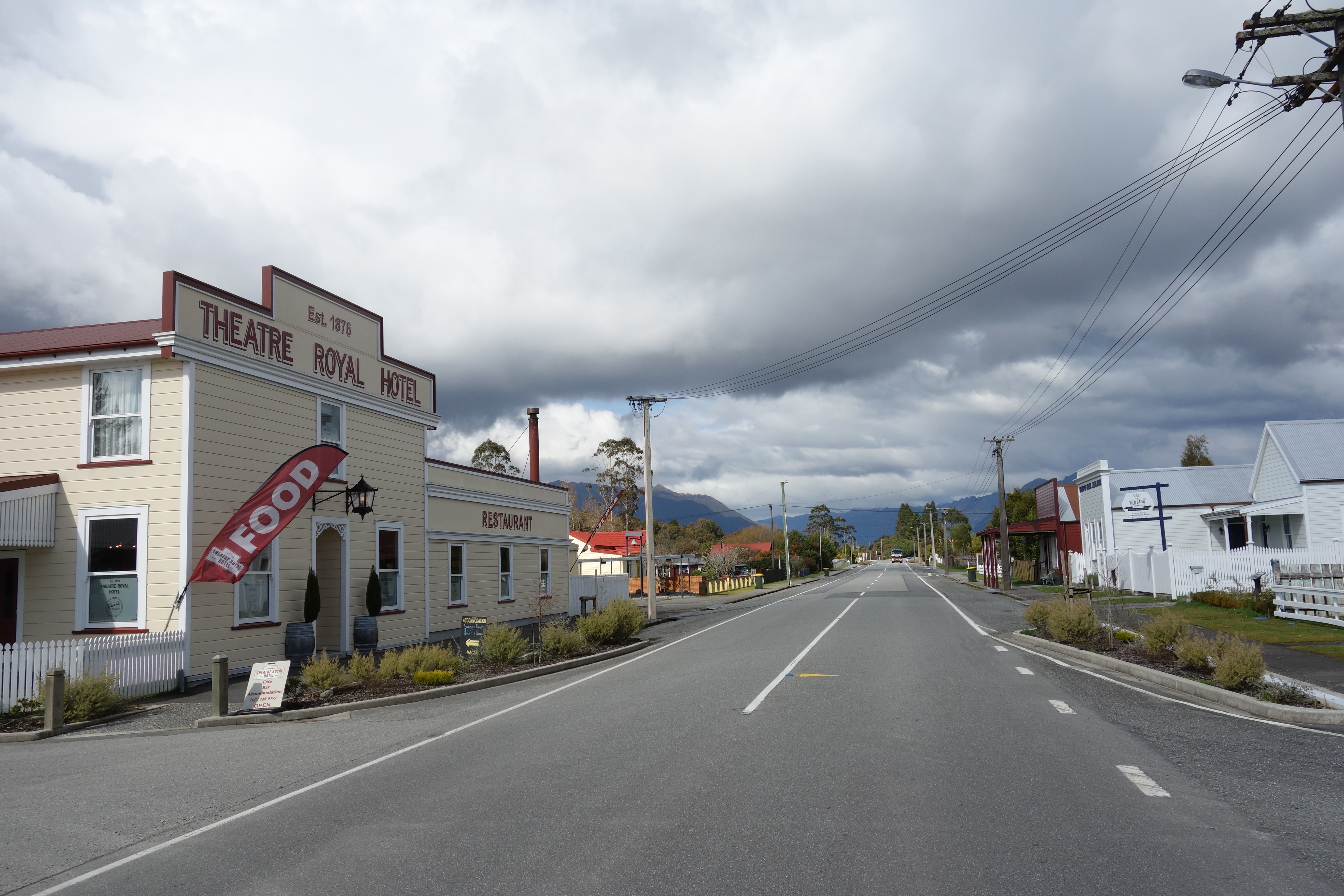
Theatre Royal Hotel

Der Ort hatte einst 80 Hotels, eine Bergbauschule und eine Tageszeitung. Im Juni 2009 wurde dem letzten Pub, dem Empire Hotel durch die Liquor Licensing Authority die Ausschanklizenz entzogen. Die Tankstelle schloss und 2010 stand auch der letzte Laden wegen der geringen Einwohnerzahl vor der Schließung. Die letzte Hoffnung auf einen erneuten wirtschaftlichen Aufschwung liegt im Tourismus, da man hofft, einer der neuen New Zealand Cycle Trail-Radwege durch die Stadt könne zu einer Wiederbelebung führen.

## Bevölkerung
Zum Zensus des Jahres 2013 zählte der Ort 309 Einwohner, 1,9 % weniger als zur Volkszählung im Jahr 2006.

## Wirtschaft
Das Umland ist heute von Land- und Forstwirtschaft geprägt. Vom regen Goldbergbau in der Gegend sind nur noch die Abraumhalden erhalten.

## Verkehr
Die Waldbahn von Greymouth, die 1877 nach Kumara verlängert worden war, wurde 1893 durch die Bahnstrecke Greymouth–Ross ersetzt, die allerdings eine küstennähere Trasse als die bestehende Waldbahn hatte. Der Bahnhof Kumara lag so etwa 3 km vom Ort entfernt. Die Bewohner von Kumara, angeführt vom späteren Premierminister Richard Seddon, versuchten dagegen vorzugehen, scheiterten damit aber. Der Personenverkehr wurde auf der Strecke 1972 aufgegeben. Heute wird hier nur Güterverkehr angeboten.

## Bildungswesen

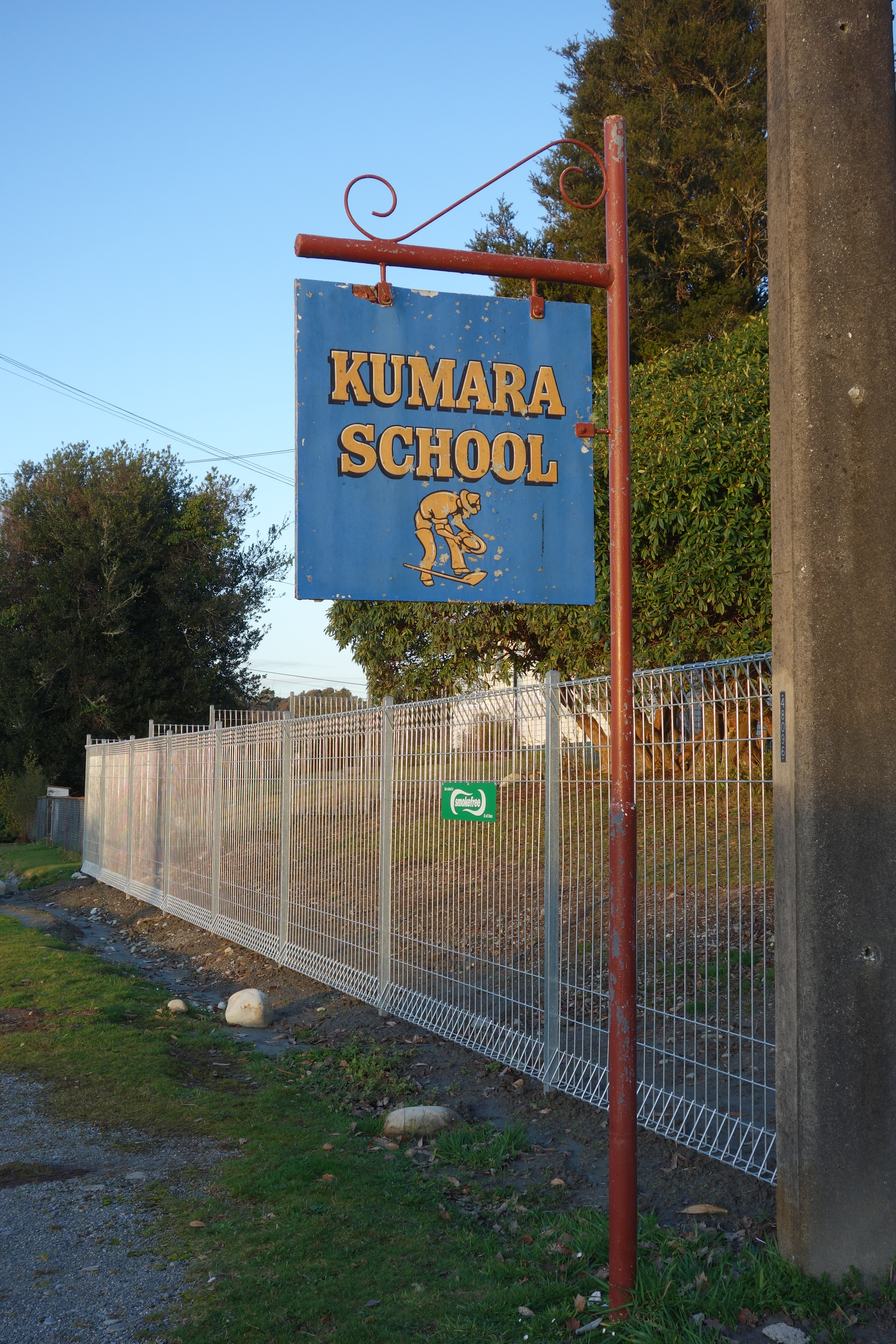
Kumara School

Die Kumara School ist eine Grundschule und hatte im Januar 2011 30 Schüler.

## Sport
Das jährliche Mehrkampfrennen „Coast to Coast“ startet in Kumara.

## Persönlichkeiten
- Richard Seddon (1845–1906), Politiker, war 1877 Bürgermeister des Ortes und 13 Jahre später Premierminister von Neuseeland.[14]
- Elizabeth Gilmer (1880–1960), Sozialarbeiterin, Kommunalpolitikerin, Naturschützerin und erste Frau in Neuseeland, die die Auszeichnung Dame Commander (DBE) erhielt.